# Хьюон (залив)
Хью́он (англ. Huon Gulf) — залив на восточном побережье острова Новая Гвинея, Папуа — Новая Гвинея.
Залив является частью Соломонова моря Тихого океана, омывает побережье провинции Моробе. На его берегу расположен город Лаэ. Северный берег — скалистый одноимённый полуостров.
Залив был назван в честь французского мореплавателя и исследователя Тихого океана Жан-Мишеля Юона (Хьюона) де Кермадека.
В залив Хьюон впадает река Маркем. В устье реки на северном побережье залива располагается город Лаэ, столица провинции Моробе.